# Хришћански весник
Хришћански весник: лист за хришћанску поуку и црквену књижевност је био часопис који је, са прекидима, излазио од 1879. до 1914. у Београду.

## Историјат
Лист је уз помоћ пријатеља Аћима Чумића, Стојана Новаковића, Милана Милићевића и Чедомиља Мијатовића покренуо свештеник Алекса Илић. До 1890. био је то једини црквено-књижевни часопис у престоници.
Удео у оснивању имао је и Франсис Макензи, близак пријатељ Чедомиља Мијатовића и припадник Назарећанског братства, који је сматрао да задатак часописа треба да буде реформа религије и јавног морала у Србији кроз размену идеја и мишљења.
Излазио је као месечник (1881-1892), двомесечник (1892-1901), а од 1901. поново у месечним свескама. Прва серија излазила је 1879-1895, друга 1901-1905, трећа 1909-1914. године.
Због критичког става према стању у Цркви било је неколико покушаја да се Хришћански весник угаси.
Доносио је чланке из области верских поука, богословља, свакодневног живота цркве, народне и црквене историје и сл.